# Rúben Neves
Rúben Diogo da Silva Neves (Mozelos, 1997. március 13. –) portugál válogatott labdarúgó, az el-Hilál középpályása.

## Pályafutása

### Klubcsapatokban

#### Porto
Az Aveiro kerületben, Mozelosban született Neves nyolcéves korában csatlakozott a Porto utánpótlás akadémiájához. Az ott töltött idő alatt egy szezont kölcsönben a Padroense is játszott. Ebben az időben Luís Castro volt az edzője, aki rendkívüli mentális tulajdonságokkal rendelkező játékosnak írta le, aki rendkívüli technikai és taktikai képességekkel rendelkezik.
A 2014–2015-es szezon előtt Neves az U19-es csapathoz került, azonban Mikel Agu sérülést követően Julen Lopetegui vezetőedző számított rá a felnőtt csapat keretében is. 2014. augusztus 15-én, 17 évesen és öt hónaposan debütált a portugál élvonalban. A Marítimo ellen 2–0-ra megnyert bajnokin a kezdőcsapatban kapott lehetőséget és gólt is szerzett, ezzel ő lett a a klub történetének legfiatalabb játékosa, aki eredményes tudott lenni a portugál első osztályban. Öt nappal később a francia Lille ellen a Bajnokok Ligájában is bemutatkozhatott. Cristiano Ronaldo rekordját megdöntve ő lett a legfiatalabb portugál játékos, aki pályára léphetett a legrangosabb európai kupasorozatban.
2014. december 10-én az ukrán Sahtar Doneck elleni Bajnokok Ligája csoportmérkőzésen térdsérülést szenvedett, majd a mérkőzés utáni vizsgálatok térdszalag húzódást állapítottak meg nála. Sérülése után közel egy hónapot hagyott ki, felépülése után pedig az ez idő alatt a helyét átvevő Casemiro mögött kevesebb lehetőséget kapott a szezon hátralevő részében.
2015. október 20-án, 18 évesen és 221 naposan csapatkapitányként vezethette ki Portót a Makkabi Tel-Aviv elleni Bajnokok Ligája csoportmérkőzésre, ezzel pedig ő tartja a vonatkozó rekordot. December 5-én újabb mutatóban állított fel rekordot, amikor a Paços de Ferreira elleni hazai bajnoki mérkőzésen 50. alkalommal lépett pályára a klub színeiben tétmérkőzésen.

#### Wolverhampton Wanderers
2017. július 8-án az angol másodosztályban szereplő Wolverhampton Wanderers igazolta le, sajtóhírek szerint 15,8 millió font körüli összegért, ami klubrekord az angol csapat történetében. A Wolverhamptonnál újra Nuno Espírito Santo lett az edzője, akivel a Portónál már dolgozott együtt. Első gólját augusztus 15-én szerezte, a Hull City ellen 3–2-re megnyert bajnoki mérkőzésen.
2018 áprilisában az idény során remek teljesítményt nyújtó Nevest jelölték az év játékosa és az év fiatal játékosa díjra is a bajnokságban, illetve bekerült a szezon álomcsapatába is, két csapattárásával, Conor Coady és John Ruddy társaságában. 42 mérkőzésen hat gólt szerzett a bajnoki címet szerző Wolverhamptonban, góljai mindegyikét a tizenhatoson kívülről lőtte. Csapaton belül a játékostársak és a szurkolók is a szezon legjobbjának választották, illetve utóbbiak szavazata alapján ő lőtte az év gólját is. 2019. április 7-én a 2018-as év gólja díjat is átvehette a Championship díjátadó ünnepségén. A gólt 2018 áprilisában lőtte a Derby County ellen.
2018 júliusában új szerződést írt alá, 2023-ig meghosszabbítva kontraktusát. A 2018–19-es Premier League idény első fordulójában gólpasszt adott Raúl Jiméneznek az Everton elleni 2–2-es döntetlen alkalmával. Rui Patrício, João Moutinho, Diogo Jota és Hélder Costa mellett ötödik portugálként lépett pályára a mérkőzésen, ez pedig bajnoki rekord, ami a kezdőcsapatba jelölt portugál játékosok számát illeti, egy klubcsapaton belül.
2018. október 6-án 50. alkalommal lépett pályára a csapatban tétmérkőzésen. 2019 januárjában győztes gólt szerzett a Liverpool ellen az FA-kupában, miután 28 méterről lőtt Simon Mignolet hálójába. A BBC Sport szavazásán a kupaforduló legszebb gólja lett.

#### el-Hilál
2023. június 23-án jelentette be az el-Hilál csapata, hogy a 2025–2026-os szezon végéig szerződtette.

### A válogatottban
Pályára lépett a 2014-es U17-es Európa-bajnokságon, ahol csapatkapitánya volt az elődöntőbe jutó portugál csapatnak.
2014. augusztus 29-én, még mindig 17 évesen bemutatkozhatott az U21-es válogatottban is. Első gólját október 14-én szerezte a korosztályos válogatottban a Hollandia elleni 5-4-es siker alkalmával, amivel csapata kijutott a 2015-ös U21-es Európa-bajnokságra, ahol Portugália ezüstérmet szerzett. Neves új rekordot állított fel a torna történetében, mint a legfiatalabb pályára lépő portugál játékos.
2015. november 10-én hívták meg először a felnőtt válogatottba João Moutinho sérülése miatt. Oroszország ellen mutatkozott be a nemzeti csapatban, 17 percet játszott a Krasznodarban 1–0-s vereséget szenvedő csapatban. A Luxemburg ellen idegenben 2–0-ra megnyert mérkőzést végigjátszotta portós csapattársai, Danilo Pereira és André André mellett a középpályán.
Fernando Santos szövetségi kapitány nevezte a 2018-as világbajnokságra készülő bő keretbe, de a tornán nem vett részt.
Csereként pályára lépett a Nemzetek Ligája döntőjében, amit Portugália 1–0 arányban nyert meg Hollandia ellen.
2024. május 21-én Roberto Martínez szövetségi kapitány kihirdette 26 fős Európa-bajnoki keretét, amelyben ő is szerepelt.

## Statisztika

### Klubcsapatokban
2023. május 28-án frissítve.
| Klub                    | Szezon         | Bajnokság      | Bajnokság     | Bajnokság | Országos kupa | Országos kupa | Ligakupa      | Ligakupa | Nemzetközi kupa | Nemzetközi kupa | Összesen      | Összesen |
| Klub                    | Szezon         | Bajnokság      | Pályára lépés | Gól       | Pályára lépés | Gól           | Pályára lépés | Gól      | Pályára lépés   | Gól             | Pályára lépés | Gól      |
| ----------------------- | -------------- | -------------- | ------------- | --------- | ------------- | ------------- | ------------- | -------- | --------------- | --------------- | ------------- | -------- |
| Porto                   | 2014–15        | Primeira Liga  | 24            | 1         | 1             | 0             | 3             | 0        | 9               | 0               | 37            | 1        |
| Porto                   | 2015–16        | Primeira Liga  | 22            | 1         | 6             | 1             | 2             | 0        | 8               | 0               | 38            | 2        |
| Porto                   | 2016–17        | Primeira Liga  | 13            | 1         | 0             | 0             | 2             | 0        | 3               | 0               | 18            | 1        |
| Porto                   | Összesen       | Összesen       | 59            | 3         | 7             | 1             | 7             | 0        | 20              | 0               | 93            | 4        |
| Wolverhampton Wanderers | 2017–18        | Championship   | 42            | 6         | 0             | 0             | 0             | 0        | —               | —               | 42            | 6        |
| Wolverhampton Wanderers | 2018–19        | Premier League | 35            | 4         | 5             | 1             | 0             | 0        | —               | —               | 40            | 5        |
| Wolverhampton Wanderers | 2019–20        | Premier League | 38            | 2         | 2             | 0             | 1             | 0        | 13              | 2               | 54            | 4        |
| Wolverhampton Wanderers | 2020–21        | Premier League | 36            | 5         | 3             | 0             | 1             | 0        | ―               | ―               | 40            | 5        |
| Wolverhampton Wanderers | 2021–22        | Premier League | 33            | 4         | 2             | 0             | 1             | 0        | —               | —               | 36            | 4        |
| Wolverhampton Wanderers | 2022–23        | Premier League | 35            | 6         | 2             | 0             | 4             | 0        | —               | —               | 41            | 6        |
| Wolverhampton Wanderers | Összesen       | Összesen       | 219           | 27        | 14            | 1             | 7             | 0        | 13              | 2               | 253           | 30       |
| Karrier összes          | Karrier összes | Karrier összes | 278           | 30        | 21            | 2             | 14            | 0        | 33              | 2               | 346           | 34       |

### A válogatottban
2024. március 26-án frissítve.
| Válogatott | Év       | Pályára lépés | Gól |
| ---------- | -------- | ------------- | --- |
| Portugália | 2015     | 2             | 0   |
| Portugália | 2017     | 2             | 0   |
| Portugália | 2018     | 5             | 0   |
| Portugália | 2019     | 7             | 0   |
| Portugália | 2020     | 2             | 0   |
| Portugália | 2021     | 8             | 0   |
| Portugália | 2022     | 11            | 0   |
| Portugália | 2023     | 8             | 0   |
| Portugália | 2024     | 1             | 0   |
| Összesen   | Összesen | 46            | 0   |

## Sikerei, díjai
Wolverhampton Wanderers
- Angol másodosztály, bajnok: 2017–18[36]

el-Hilál
- Szaúd-arábiai bajnok: 2023–24
- Szaúd-arábiai szuperkupa: 2023

Portugália
- UEFA Nemzetek Ligája-győztes: 2018–19[37]

Portugália U21
- U21-es Európa-bajnokság, 2. hely: 2015[26]

Egyéni elismerés
- U17-es Európa-bajnokság, a torna All Star csapatának tagja: 2014[38]
- Az év fiatal tehetsége Portugáliában: 2015[39]
- Championship, az év csapatának tagja: 2017–18[40]
- PFA, az év csapatának tagja: 2017–18, Championship[41]